# Kochav Nolad
Kochav Nolad (hebrejsky כוכב נולד‎) je izraelská interaktivní hudební soutěž s prvky reality show, ve které se hledají hudební talenty. Soutěž je izraelskou obdobou britské show Pop Idol, nepatří ale do této franšízy. Program byl poprvé vysílán na izraelské stanici Kanál 2 v roce 2003 a do roku 2012 bylo odvysíláno 10 řad.

## Výherci
- Řada 1 (2003): Ninet Tajib
- Řada 2 (2004): Harel Moyal
- Řada 3 (2005): Jehuda Saado
- Řada 4 (2006): Jacko Eisenberg
- Řada 5 (2007): Boaz Mauda
- Řada 6 (2008): Israel Bar-On
- Řada 7 (2009): Roni Dalumi
- Řada 8 (2010): Diana Golbi
- Řada 9 (2011): Hagit Jaso
- Řada 10 (2012): Or Taragan

Dalšími účastníky byli např. Širi Maimon, Šai Gabso, Harel Skaat, Hovi Star, Mei Finegold nebo Amir Haddad.